# Arrêté préfectoral de protection de biotope
Pour les articles homonymes, voir APB.

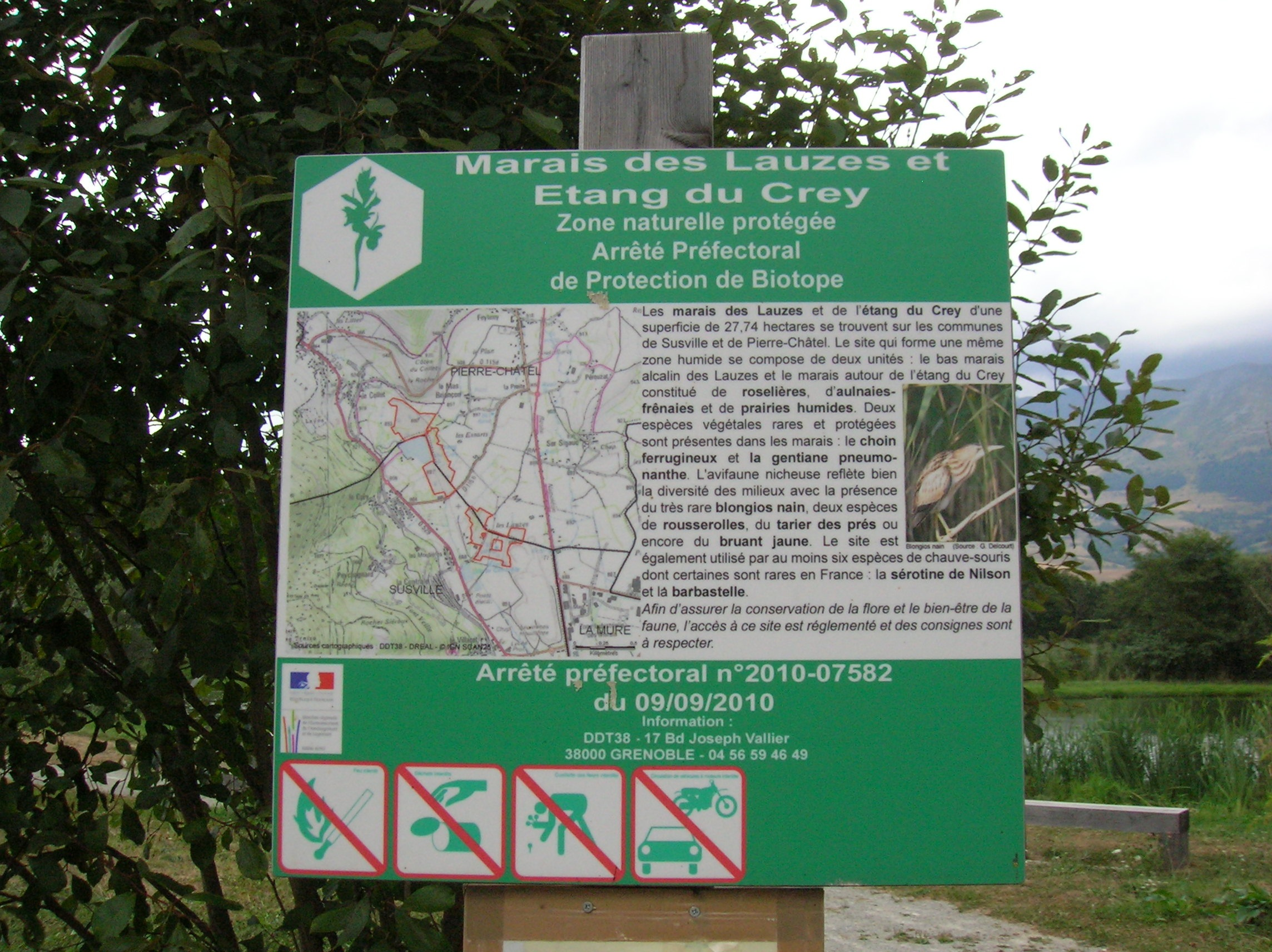
Étang du Crey : un biotope protégé par arrêté préfectoral, Susville, Isère

Un arrêté préfectoral de protection de biotope ou APPB est un type d'aires protégées en France permettant au préfet — ou en Corse au conseil exécutif de Corse — de réglementer ou d'interdire certaines activités humaines, dans l'objectif de protéger les milieux de vie d'espèces protégés au niveau national. Ces arrêtés s'appliquent sur des espaces généralement assez restreints.
Cet outil de protection réglementaire a été créé en 1977, le dispositif est complété par les arrêtés préfectoraux de protection de géotope et les arrêtés préfectoraux de protection des habitats naturels, en 2015 et 2018, respectivement afin de protéger les fossiles et minéraux et les habitats naturels.
Les arrêtés préfectoraux de protection de biotope (ou de géotope ou d'habitats naturels) sont des outils relativement rapides à mettre en œuvre par l'administration. Chaque arrêté contient un règlement qui lui est propre. Les APPB ne prévoient cependant pas, habituellement, de gestion conservatoire des sites, ni de budget ou de personnel pour leur suivi.

## Définition

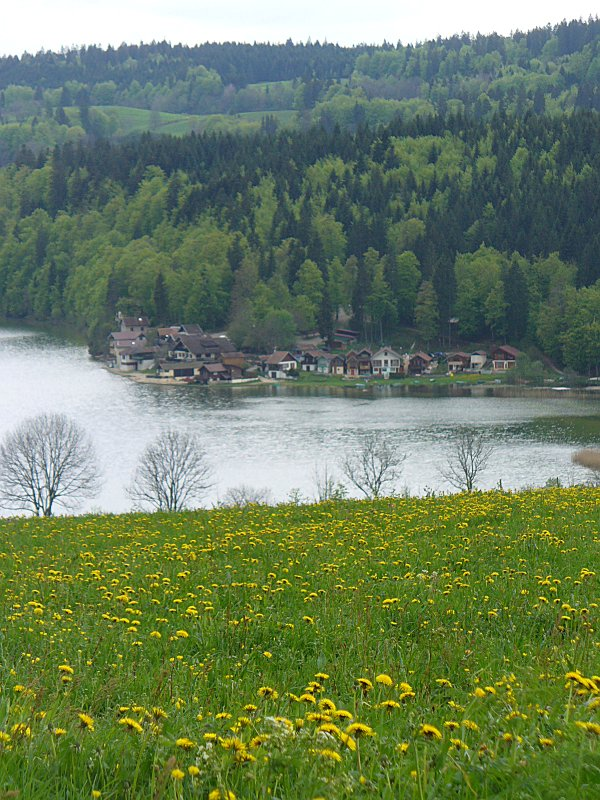
Le lac de Saint-Point, dans le Doubs, bénéficie depuis 1995 d'un arrêté préfectoral de protection de biotope.

### Les biotopes protégés
Les arrêtés préfectoraux de protection de biotope peuvent protéger aussi bien des sites naturels qu'artificiels, ils sont généralement pris sur des zones restreintes, mais il n'existe pas de limite de taille.
Certains ne concernent des clochers d'églises, des greniers ou encore des grottes, milieux considérés comme sans superficie officielle, dans l'objectif de préserver les populations de chauves-souris qui y trouvent un habitat favorable.
En ce qui concerne les aires naturelles, le plus petit APPB de France est en janvier 2017 un coteau pendu sec dit Combe d'Armel, situé sur la commune de Mortagne-sur-Gironde, qui ne mesure que 1 are et 50 centiares, surplombant les polders de la rive droite de la Gironde dont la flore a des affinités méridionales (hysope blanchâtre, Sumac des corroyeurs). Le plus grand est un arrêté protégeant les rapaces du Luberon
Un unique arrêté peut protéger plusieurs « sous-sites ».

### Contenu réglementaire
Les arrêtés préfectoraux de protection de biotope permettent aux préfets, ou en Corse au conseil exécutif de Corse, d'interdire certaines activités humaines telles que la chasse, la pêche, la cueillette, le camping, l'écobuage, le dépôt de déchets ou de matériaux, la plantation d'arbres. Les APPB sont définis par l'article 411-15 du code de l'environnement.

### Gestion
La gestion conservatoire des sites n'est pas systématiquement prévue par les arrêtés préfectoraux de protection du biotope. Cependant de nombreux sites sous APPB bénéficient de gestion au titre d'autre type de protection (Natura 2000, Réserve, PNR...) couvrant le même terrain. Pour les sites qui ne font l'objet d'aucune autre protection, moins d'1/4 sont activement gérés, en général par une association ou un Conservatoire d'espaces naturels, dans quelque cas cette gestion est mentionnée par l'arrêté.

## Histoire

### Début: le décret de 1977

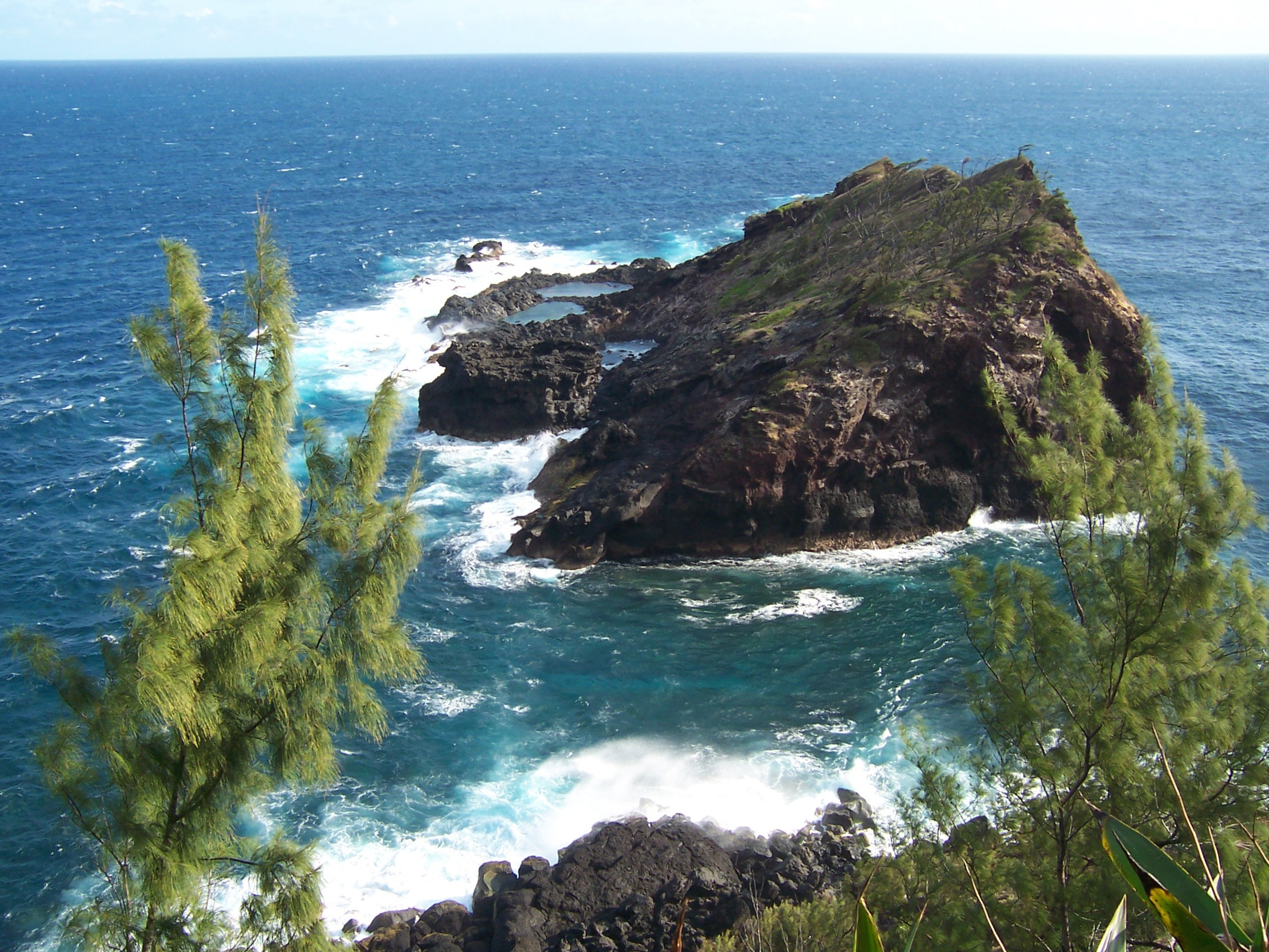
Le premier arrêté préfectoral de protection du biotope pris en Outremer est celui du 17 février 1986 qui classe l'Île de Petite-Île à la Réunion.

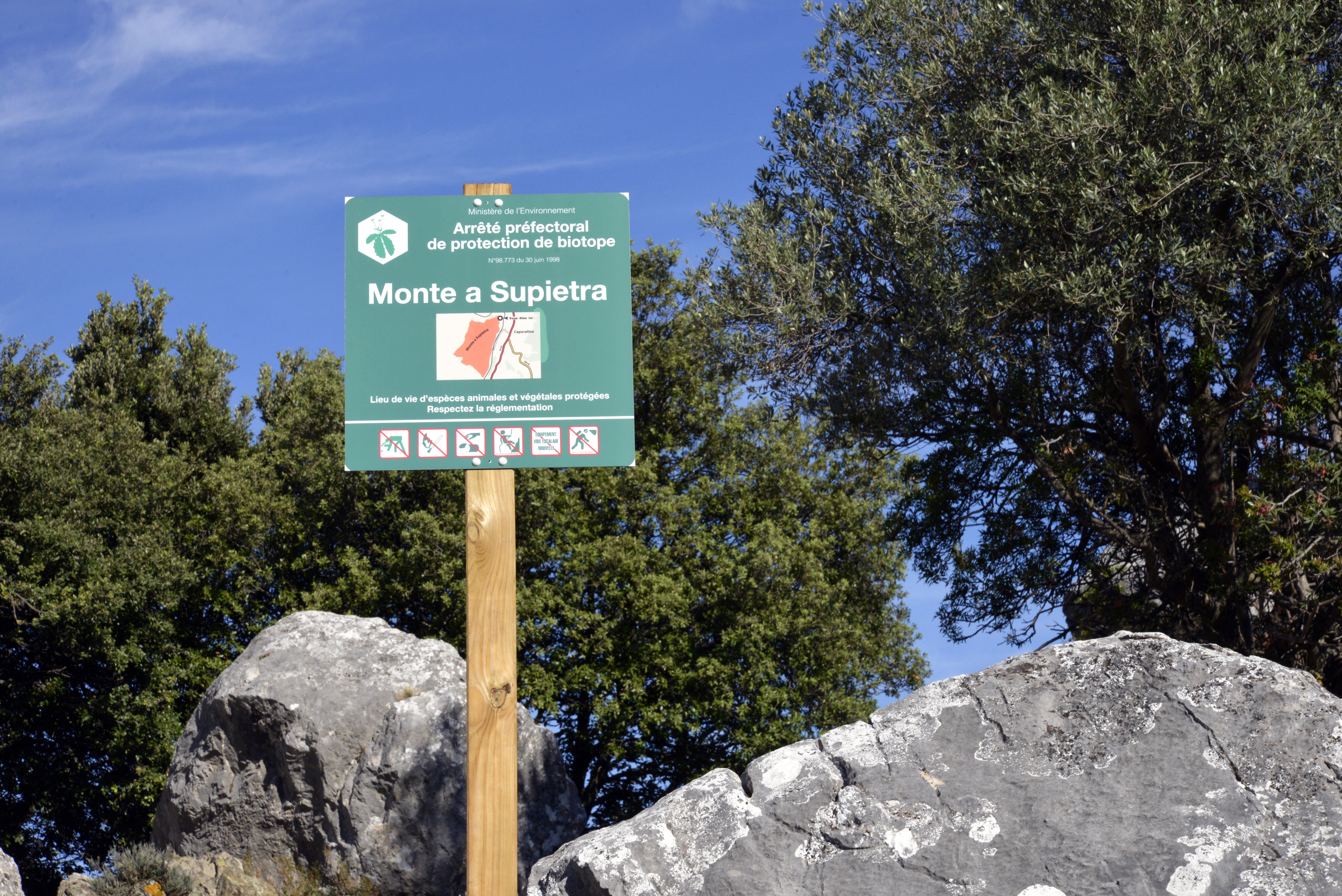
L'arrêté de protection de biotope de Monte a Supietra, sur la commune d'Omessa en Corse.

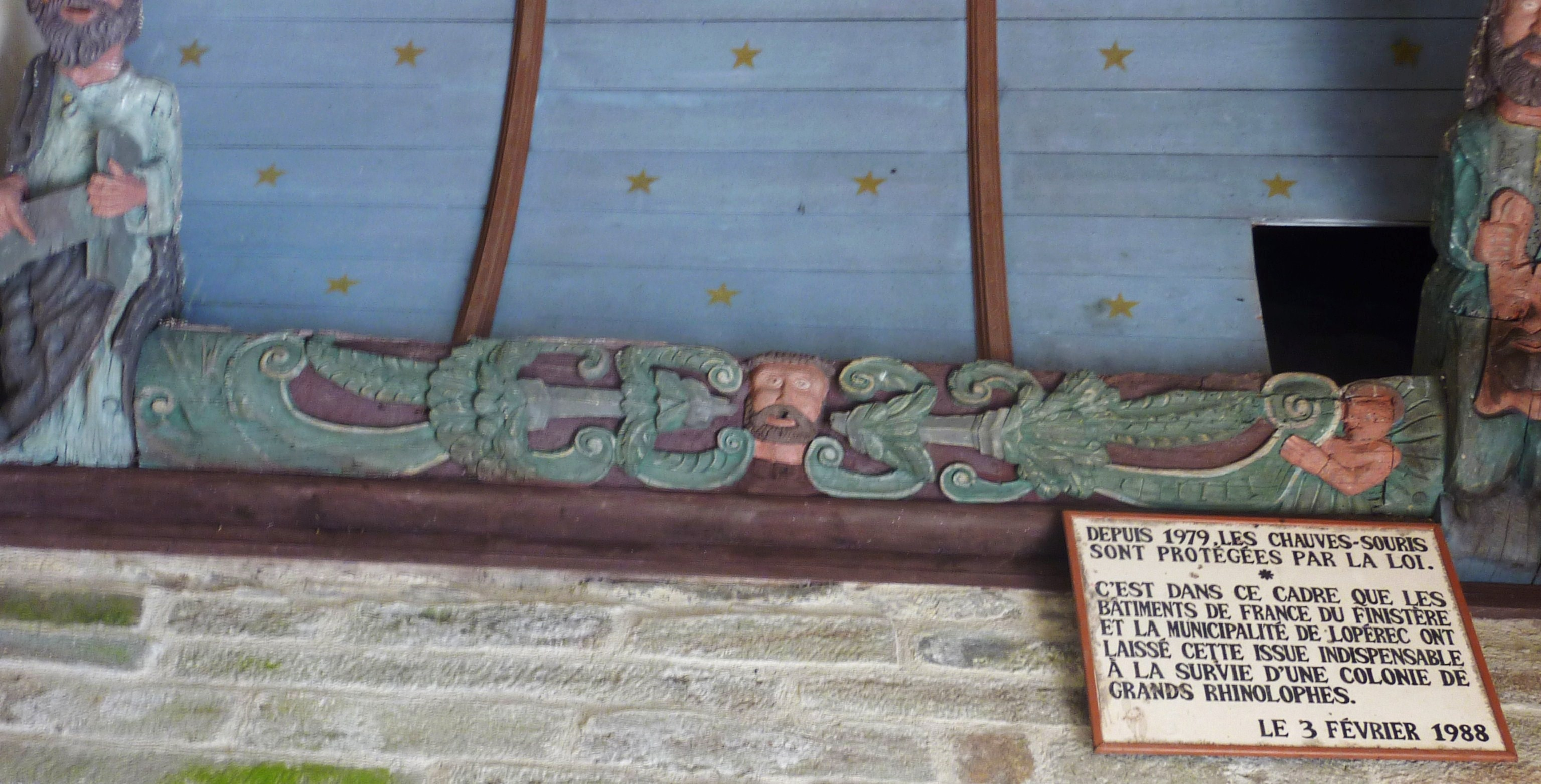
L'église de Lopérec dans le Finistère qui abrite une colonie de Chauves-souris dans ses combles, bénéficie d'un arrêté préfectoral de protection de biotope depuis le 13 février 1995.

Les arrêtés préfectoraux de protection du biotope ont été institués par l'article 4 du décret no 77-1295 du 25 novembre 1977.
Les premiers arrêtés préfectoraux de protection de biotope n'ont été pris qu'au début des années 1980 : le tout premier date du 13 mars 1980 et concerne « Les Brotteaux », dans la commune d'Ambronay dans le département de l'Ain. Ce délai est expliqué par la durée de la procédure et par le fait qu'il a fallu attendre la publication des listes d'espèces de faune et de flore sauvages protégées, lesquels permettaient de justifier ou valider les procédures de création d'arrêtés préfectoraux de protection de biotope.
À partir de la fin des années 1990 une base de données sur les APPB est mise à jour chaque année et plusieurs synthèses globales ont été faites : en 1987, en 1993, en 2007 et en 2018.

### Évolution quantitative depuis 1980
En métropole, c'est la période entre 1986 et 1998 où la création d'APPB a été la plus importante, 34 arrêtés ayant été signés par an, en moyenne pour arriver à 55% du réseau existant en 2018. Entre 1999 et 2017, plus de 22 arrêtés ont été créés chaque année, avec un rythme globalement stable.
En Outre-mer, la mise en place d'APPB est plus récente puisque 80% du réseau a été constitué entre 1994 et 2010.

### bilan de 2007
Début 2007, il y avait en France (Métropole et Outre-mer) 672 APPB, dont :
- métropole : 641 pour 124 500 hectares répartis en 1 182 sous-sites, soit 0,22 % du territoire ;
- Outre-mer : 31 pour 200 000 hectares.

En 2007, une synthèse est publiée (bilan après 30 ans d'existence de l'APPB), faite à partir des données des 22 DIRENs métropolitaines et des 4 DIREN d’Outre-Mer disponibles à la date du 1er janvier 2007.

#### Espèces visées
Les APPB ont, le plus souvent, été établis pour protéger des espèces animales :
- 295 sites pour les animaux ;
- 93 sites, (soit 14,7 % des APPB) établis pour protéger des espèces végétales ;
- 244 sites (38,6 %) protègent à la fois des animaux et végétaux[4].

La motivation "faunistique" pourrait avoir été favorisée par le texte même de la loi qui précise « dans la mesure où ces biotopes ou formations sont nécessaires à l'alimentation, à la reproduction, au repos ou à la survie de ces espèces » (la notion de repos fait directement allusion aux animaux).

#### Types de milieux concernés
Le graphique qui aurait dû être présenté ici ne peut pas être affiché car il utilise l'ancienne extension Graph, désactivée pour des questions de sécurité. Des indications pour créer un nouveau graphique avec la nouvelle extension Chart sont disponibles ici.

En outre-mer c'est la forêt qui semble sous-représentée (par rapport à sa surface en Guyane) et ici contrairement à la métropole les APPB visent souvent des habitats littoraux et halophiles (plages, îlots rocheux, falaises, mangroves), mais aussi des eaux non marines (étangs), les landes et fourrés, quelques éléments de forêt tropicale, le milieu rocheux et les grottes. Tous ces milieux abritent une faune très remarquable et souvent menacée.

### Bilan 2018
En 2018, on compte 911 APPB, répartis comme suit :
- Métropole : 870 pour 167 419 ha soit 0.3 % de la superficie métropolitaine.
- Outre-mer : 41 pour 230 067 ha, avec 181 138 ha pour le seul APPB de Clippertone.

#### Espèces visées

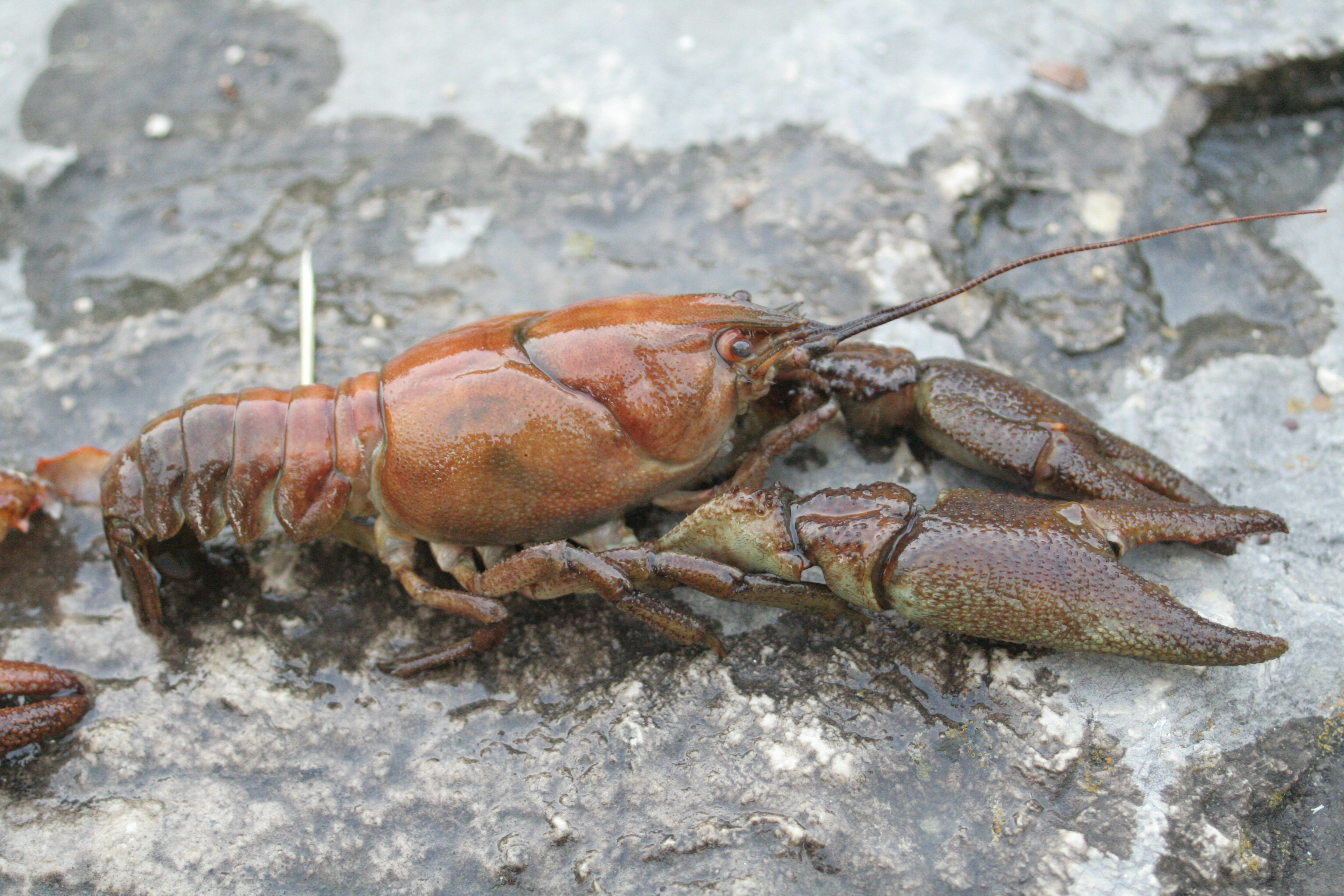
écrevisse à pattes blanches

72 % des APPB (658 arrêtés) mentionnent l'espèce ou les espèces qu'ils visent à protéger. L'absence d'information sur les espèces concerne principalement les arrêtés les plus anciens. Sur 598 APPB analysés en 2018, 50 % concernait uniquement un enjeu faunistique, 16 % un enjeu floristique et les 34 % restant présentent des enjeux des deux groupes.
Les dix espèces les plus souvent citées sont l'écrevisse à pattes blanches, 4 espèces de chiroptères, la truite, la couleuvre à collier, le lézard vert, le faucon pèlerin et le hibou grand-duc.

#### Types de milieux concernés
le graphique ci-dessous ne représente que la métropole
Le graphique qui aurait dû être présenté ici ne peut pas être affiché car il utilise l'ancienne extension Graph, désactivée pour des questions de sécurité. Des indications pour créer un nouveau graphique avec la nouvelle extension Chart sont disponibles ici.

## Cadre règlementaire
Les APPB sont codifiés dans le Code de l'environnement aux articles L. 411-1, L. 411-2, R. 411-15, R.411-16 et R.411-17.
Le dispositif est créé par le décret no 77-1295 du 25 novembre 1977, qui a postérieurement été complété par :
- les arrêtés préfectoraux de protection de géotope créés par le décret no 2015-1787 du 28 décembre 2015, afin de protéger les fossiles et minéraux et
- les arrêtés préfectoraux de protection des habitats naturels créés par le décret no 2018-1180 du 19 décembre 2018, afin de protéger les habitats naturels.

Ils étaient précédemment codifiés dans le Code rural : articles L. 211-l et L. 211-2 ; articles R. 211-12 à R. 211-14.

### Procédure de création
L’APPB est proposé par l’État, en la personne du préfet et généralement instruit par les DDT voir les DREAL, concernées et signé après avis du conseil scientifique régional du patrimoine naturel, de la commission départementale des sites, de la chambre d'agriculture, et le cas échéant du directeur local de l'ONF si une forêt publique (forêt domaniale ou appartenant à une collectivité territoriale) relevant du régime forestier est concernée. D'autres instances doivent être consultés dans le cas où les interdictions prononcées concernent directement leurs intérêts.
Le tribunal administratif de la Martinique a rappelé dans sa décision n°1300504 du 30 décembre 2014 que les arrêtés préfectoraux de protection de biotope doivent être soumis à la consultation du public comme prévus pour l'ensemble des textes environnementaux, au titre de l'article L. 123-19-1 du code de l’environnement.
La consultation des conseils municipaux est obligatoire depuis 2018, ils rendent des avis simples.

### Publicité et informations des tiers
Conformément à l'article R. 411-16 du Code de l'environnement, l'arrêté préfectoral signé est :
- affiché dans chacune des mairies concernées ;
- publié au recueil des actes administratifs et mis en ligne sur le site internet de la préfecture concernée ;
- mentionné dans deux journaux régionaux ou locaux diffusés dans l'ensemble du ou des départements concernés ;
- notifié à l'ensemble des propriétaires fonciers concernés.

## Devenir des arrêtés préfectoraux de protection de biotope

### Contentieux

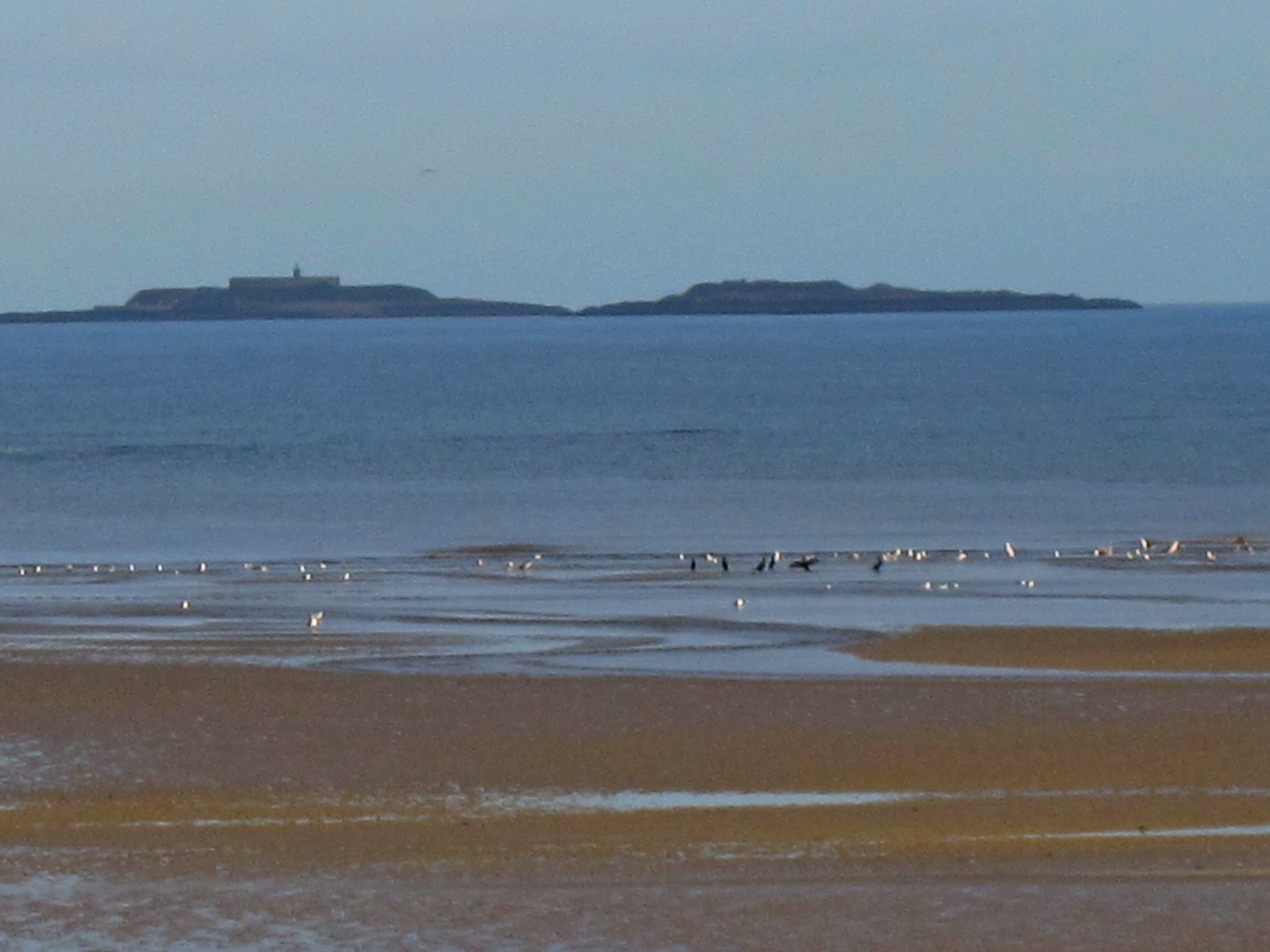
Le 14 novembre 2022, l'APPB du 5 mars 2019 portant protection de biotope des Îles Saint-Marcouf est annulé par la justice à la suite d'un recours contentieux porté par une association locale de protection du patrimoine historique.

Les arrêtés préfectoraux de protection de biotope sont parfois attaqués en justice, les résultats de ces procédures dépendent des argumentaires présentés par les requérants et par la défense : les juges ont parfois annulé ces arrêtés  mais dans d'autres circonstances ils ont pu donner tort aux requérants. Jacques Comolet-Tirman, Jean-Philippe Siblet & Jacques Trouvilliez, dans leur rapport de 2007, estimait que peu d'APPB avaient été annulés à cause d'une fragilité juridique (absence d'une consultation obligatoire, par exemple) ou d'un constat d’échec (disparition des espèces protégées qui avaient justifié l'APPB).
L'unique argument selon lequel un APPB couvre une trop grande surface, soulevé pour justifier son annulation, a été rejeté à plusieurs reprises par les tribunaux. Plusieurs contentieux ont portés sur la définition de « formations naturelles peu exploitées par l'homme  ». Ce point a été réglé par l'administration par l'ajout d'un alinéa permettant le classement de bâtiments, ouvrages, mines et carrières.

### Évolution en autre type d'aire protégée
Dans le département de l'Essonne (voir l'article Aires protégées en Essonne pour plus de détails), l'arrêté protégeant le Coteau des Vignes sur la commune d'Athis-Mons, pris en 1992, a été abrogé en 1997, à la demande du propriétaire de l'époque. Le site est couvert par une zone de préemption au titre des espaces naturels sensibles depuis 2009, et fait l'objet d'une convention de gestion entre le conseil départemental et la commune, depuis le 15 juin 2019.

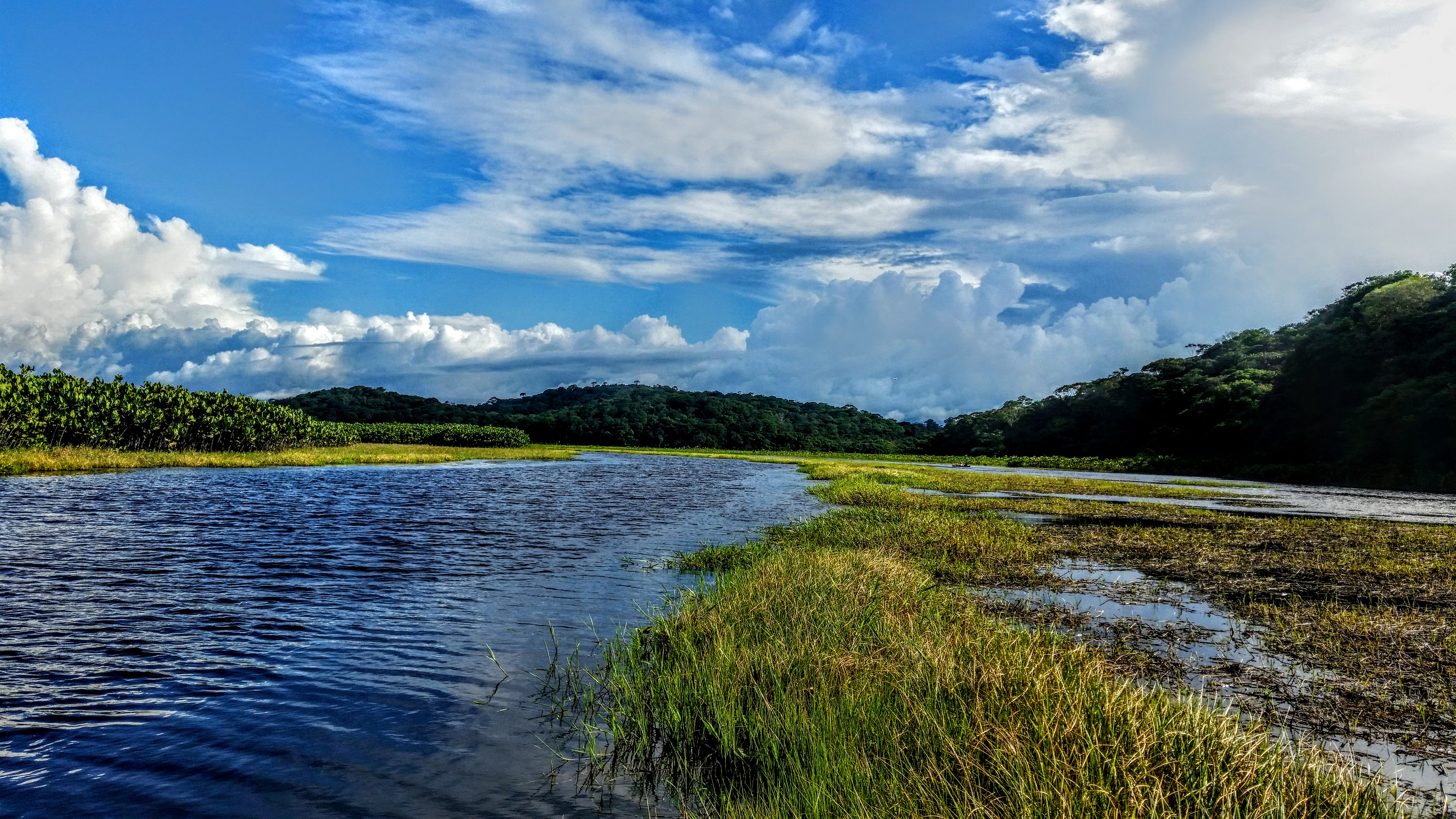
réserve naturelle nationale des marais de Kaw-Roura

Contrairement à l'idée mise en avant dans la synthèse de 2008, l'analyse de 2018 montre que les APPB n'ont que très rarement évolués vers d'autres type d'aire protégée.
Quelques exceptions sont la réserve naturelle nationale des marais de Kaw-Roura, classée par décret le 13 mars 1998, qui succède à l'APPB de la « plaine et de la montagne de Kaw » créé en 1989, la réserve naturelle nationale du mont Grand Matoury qui remplace depuis 2006 un APPB datant de 1994, en Guyane ou encore la réserve naturelle régionale des landes et tourbière des Égoutelles créée en 2009 qui englobe, dans sa partie sud, un ancien arrêté préfectoral de protection de Biotope datant de 1986, en Mayenne.